# Кожин, Александр Иванович
Александр Иванович Кожин (в ЭСБЕ фигурирует под именем «Никита») — один из первых русских картографов. Поручик флота.

## Биография
В 1711 году состоял в классе астрономии в навигацкой школе, в том же году был направлен на обучение морским наукам за границу.
В ноябре 1714 года по возвращении в Россию был определён в подштурманы. В кампанию следующего 1715 года проводил опись части Финского залива между Ревелем и полуостровом Гогланд, а также занимался составлением карты, которая впоследствии была напечатана. 2 (13) сентября 1715 года был произведён в поручики.
В 27 января (7 февраля) 1716 года был послан Петром I в подчинение князя А. Бековича-Черкасского, выполнявшего картографическую съёмку побережья Каспийского моря. Кожину при этом было дано поручение под видом купца проехать от Индии и собрать сведения обо всех водных сообщениях между Индией и Каспийским морем. При выполнении задания Бекович и Кожин практически сразу вступили в жёсткий конфликт друг с другом, продолжавшийся до гибели Бековича. И в 1717 году он самовольно оставил экспедицию, находя, что "дурные" распоряжения князя Бековича-Черкасского не позволяют выполнить возложенные на самого Кожина поручения.
В кампанию 1718 года под командованием капитан-лейтенанта князя В. А. Урусова на шняве «Астрахань» принимал участие в описи Каспийского моря и составлении карты его восточного побережья, в том числе бывшего устья Амударьи. По итогам гидрографических работ в ноябре того же года графу Ф. М. Апраксину была направлена отчётная карта.
Описи и карты Кожина целиком вошли в первую подробную карту Каспийского моря («Хартина плоская генеральная моря Каспийского»), составленную фон Верденом и Соймоновым и посланную с Шумахером в Парижскую академию наук в 1721 году. 
В 1719 году Кожин, не перестававший конфликтовать с начальством, был арестован «за буйство и разные своевольные поступки». 14 (25) марта 1721 года исключён из списка флота, как состоявший под арестом по астраханскому делу, а 9 (20) марта 1722 года по приговору суда сослан в Сибирь на поселение. Последнее упоминание о Кожине относится к 1733 году, когда его тесть М. П. Аврамов посылал ему из заключения тайные письма, прося хлопотать о своём освобождении.